# Mannenmarathon van Tokio 1991
De Mannenmarathon van Tokio 1991 werd gelopen op zondag 10 februari 1991. Het was de twaalfde editie van de Tokyo International Marathon. Aan deze wedstrijd mochten alleen mannelijke elitelopers deelnemen.
De Ethiopiër Abebe Mekonnen kwam als eerste over de streep in 2:10.26.

## Uitslagen
| rang   | naam                 | land | tijd    |
| ------ | -------------------- | ---- | ------- |
| Goud   | Abebe Mekonnen       | ETH  | 2:10.26 |
| Zilver | Toru Kozasu          | JPN  | 2:10.26 |
| Brons  | Maurilio Castillo    | MEX  | 2:10.47 |
| 4      | Negash Dube          | ETH  | 2:11.00 |
| 5      | Tomio Sueyoshi       | JPN  | 2:11.02 |
| 6      | Karel David          | TCH  | 2:11.12 |
| 7      | Masayuki Nishi       | JPN  | 2:11.27 |
| 8      | Dominique Chauvelier | FRA  | 2:11.40 |
| 9      | Hiromi Taniguchi     | JPN  | 2:11.55 |
| 10     | Kevin Forster        | ENG  | 2:11.59 |
| 11     | Takeshi So           | JPN  | 2:12.37 |
| 12     | Paul Davies-Hale     | ENG  | 2:12.38 |
| 13     | Slawomir Gurny       | POL  | 2:12.51 |
| 14     | Hiroaki Takeda       | JPN  | 2:13.18 |
| 15     | Futoshi Shinohara    | JPN  | 2:13.23 |
| 16     | Rex Wilson           | NZL  | 2:13.52 |
| 17     | Satoru Shimizu       | JPN  | 2:14.43 |
| 18     | Chul-Un Kim          | KOR  | 2:15.16 |
| 19     | Kazuya Wakakura      | JPN  | 2:16.26 |
| 20     | Igor Braslavskiy     | UKR  | 2:18.35 |
| 21     | Sergey Rozum         | RUS  | 2:19.16 |
| 23     | Ken Martin           | USA  | 2:21.32 |
| 24     | Chala Urgesse        | ETH  | 2:21.38 |
| 25     | Martin Pitayo        | MEX  | 2:22.05 |

Tokyo International Marathon (alleen mannen)

1981 · 1982 · 1983 · 1984 · 1985 · 1986 · 1987 · 1988 · 1989 · 1990 · 1991 · 1992 · 1993 · 1994 · 1995 · 1996 · 1997 · 1998 · 1999 · 2000 · 2001 · 2002 · 2003 · 2004 · 2005 · 2006

Tokyo International Women's Marathon (alleen vrouwen)

1979 · 1980 · 1981 · 1982 · 1983 · 1984 · 1985 · 1986 · 1987 · 1988 · 1989 · 1990 · 1991 · 1992 · 1993 · 1994 · 1995 · 1996 · 1997 · 1998 · 1999 · 2000 · 2001 · 2002 · 2003 · 2004 · 2005 · 2006 · 2007 · 2008

Tokyo Marathon (beide)

2007 · 2008 · 2009 · 2010 · 2011 · 2012 · 2013 · 2014 · 2015 · 2016 · 2017 · 2018 · 2019 · 2020 · 2021 · 2022 · 2023 · 2024